# كورتيس وينتر
كورتيس وينتر (بالإنجليزية: Curtis Wynter)‏ هو لاعب كرة قدم بريطاني في مركز الدفاع، ولد في 24 يونيو 1991 في برمنغهام في المملكة المتحدة. لعب مع كوفنتري سيتي.

## وصلات خارجية
- كورتيس وينتر على موقع قاعدة بيانات كرة القدم.إي يو (الإنجليزية)
- كورتيس وينتر على موقع Soccerbase.com (لاعب) (الإنجليزية)